# 古田喜昭
古田 喜昭（ふるた よしあき、1949年3月14日 - ）は日本の作詞家、作曲家、音楽プロデューサー、デザイナー。東京都出身。「FULTA」名義でも活動を行う。

## 来歴
1973年、音楽グループ「Time」のメンバーとして第5回ヤマハポピュラーソングコンテストに入賞。1974年4月、デビューを果たす。もともとはイラストレーターになるはずだった。
JEYという名前で活動していた横山司・安藤滋宏と組んだ、3人ボーカルグループ「夢織人」で1979年11月21日、アルバム『夢織人I』をリリース。
1981年、作詞、作曲した「ウエディング・ベル」（歌：シュガー）がヒット。翌1982年、第15回日本作詩大賞にて大衆賞を、第2回日本作曲大賞にて金賞、優秀作曲者賞を受賞する。
現在は、主に企業プロデュースやWEBサイト、動画、ポスター、パンフレットの作成など、デザイン関係を中心とした活動を行っており、作詞・作曲といった音楽活動は自身のデザイン関係の仕事に絡むもの以外は行っていない。

## エピソード
子供の頃、百科事典以外の本は漫画を含めて全く読んでいなかった。その為、作詞大賞を取った時に親に驚かれた、と『アニソン・アカデミー』にゲスト出演した時に語った。

## 作品

### 歌謡曲
- Time「82才のおじいさん」（1973年）作詞（共作）、作曲（共作）
- シュガー「ウエディング・ベル」（1981年）作詞、作曲
- シュガー「アバンチュールはルックスしだい」（1982年）作詞、作曲
- シュガー「私○にほリカ人」（1982年）作詞、作曲
- シュガー「Misty Night」（1982年）作詞、作曲
- かまやつひろし「なんとなくソクラテス」（1982年、テレビドラマ『アイコ十六歳』主題歌）作詞、作曲
- 畑中葉子「丸の内ストーリー」（1982年）作曲
- 八木美代子「男と女のWALTZ」（1982年、『西部警察 PART-II』『西部警察 PART-III』挿入歌）作詞、作曲
- ストロベリー「君の香りでいっぱい」（1982年）作詞（共作）、作曲
- 森尾由美「口唇緊張あと5cm」（1983年、「お・ね・が・い」B面）作曲
- 森尾由美「ごめんなさい♥愛してる」（1983年）作曲
- 雅「大胆素敵」（1983年）作曲
- 雅「試着室」（1983年）作曲
- 三田寛子「死ぬまで笑ってて・・」（1985年）作詞、作曲
- セイントフォー「ハイッ! 先生」（1985年）作詞、作曲
- 石丸奈津子「私はロボット」（1985年）作詞、作曲
- 石丸奈津子「待ちぼうけ For Ever」（1985年）作詞、作曲
- 石丸奈津子「愛 WANT 誘」（1986年）作詞、作曲
- 石丸奈津子「三角関係」（1986年）作曲
- 憂歌団「YOU ARE MY ANGEL」（1986年）作詞、作曲
- 三浦洋一「ギヤを入れろよ」作曲
- Jolly Dog「DAISUKI!!」（ヴィクトリアCMソング）作詞、作曲

### アニメソング
- 加茂晴美「ときめきトゥナイト」（1982年、『ときめきトゥナイト』オープニングテーマ）作詞、作曲
- 加茂晴美「super love lotion」（同上、エンディングテーマ）作詞、作曲
- 三輪勝恵、コロムビアゆりかご会「きてよパーマン」（1983年、『パーマン』オープニングテーマ）作曲
- 古田喜昭「パーマンはそこにいる」（1983年、『パーマン』エンディングテーマ）作曲、歌唱
- 田中真弓「いただきマンボ」（1983年、『イタダキマン』オープニングテーマ）作曲
- 太田貴子「デリケートに好きして/パジャマのままで」（1983年、『魔法の天使クリィミーマミ』オープニングテーマ）作詞、作曲
- WELCOME「地球にI LOVE YOU」（1983年、『特装機兵ドルバック』オープニングテーマ）作詞、作曲
- ポプラ「SHOW ME YOUR SPACE〜君の宇宙を見せて〜」（1984年、『OKAWARI-BOY スターザンS』オープニングテーマ）作詞、作曲
- 山野さと子「とんがり帽子のメモル」（1984年、『とんがり帽子のメモル』オープニングテーマ）作曲
- 松居直美「バビブベBOY」（1984年、『まんがどうして物語』オープニングテーマ）作曲
- MIMA「おしゃれめさるな」（1984年、『魔法の妖精ペルシャ』オープニングテーマ）作曲
- 小林直子、小林明子「ライバル360度〜恋愛発展可能性0〜」（1985年、『はーいステップジュン』エンディングテーマ）作詞、作曲
- ワッフル「コンポラキッド」（1985年、『コンポラキッド』オープニングテーマ）作詞、作曲
- ワッフル「未来学園TORAD」（同上、エンディングテーマ）作詞、作曲
- Y.F ZOMBIE COMPANY「12 FRIENDS」（1989年、『悪魔くん』エンディングテーマ）作曲[2]
- 紳助&バスガス爆発楽団「ニャロメのROCK」（1990年、『もーれつア太郎』エンディングテーマ）作曲

### 童謡
- 詩織「メゲメゲルンバ」（1981年、みんなのうた）作曲
- 杉山佳寿子「サンド1！2！3！」（1984年、ひらけ!ポンキッキ）作曲
- 菊地真美・東京放送児童合唱団「めいわく団地」（1985年、みんなのうた）作曲
- 北本敦也「お兄ちゃんずるい」（1987年、みんなのうた）作詞・作曲・編曲
- 三好鉄生・東京放送児童合唱団「カボチャのおじさん」（1987年、みんなのうた）作曲・編曲

他

## ラジオ
- 古田よしあき・野村歌代子のラジオおもしろ瓦版・ホモサピエンス万才!（1980年代・地方局ネット）
- ライムスター宇多丸のウィークエンド・シャッフル（2012年6月16日、TBSラジオ）コーナー特集でインタビューを放送 （「知られざるアニソン作家」古田喜昭スペシャル・ロングインタビュー！ 文字起こし、ロングバージョン）